# Meadowbrook, Alabama
Meadowbrook är en ort (CDP) i Shelby County, i delstaten Alabama, USA. Enligt United States Census Bureau har orten en folkmängd på 8 769 invånare (2010) och en landarea på 10,9 km².